# 新小竹
新小竹（学名：Neomicrocalamus prainii）为禾本科新小竹属下的一个种。